# 山﨑天
山﨑 天（やまさき てん、2005年〈平成17年〉9月28日 - ）は、日本のアイドル、ファッションモデル、俳優。櫻坂46（欅坂46）のメンバー、『ViVi』の専属モデル。愛称は、天ちゃん。

## 略歴
2018年8月19日、『坂道合同新規メンバー募集オーディション』に合格。同年11月29日、欅坂46に二期生として加入したことが発表。同年12月5日、欅坂46公式サイトにプロフィールが掲載。同年12月10日、日本武道館で開催された『欅坂46二期生/けやき坂46三期生「お見立て会」』に出演。「山﨑天の“てん”は、頂点の“てん”！ 欅坂46をアイドル界の頂点に導きます！」と宣言した。
2020年2月29日、国立代々木競技場第一体育館で開催された『第30回 マイナビ 東京ガールズコレクション 2020 SPRING/SUMMER』にて、ランウェイデビュー。同年12月9日発売の櫻坂46の1stシングル『Nobody's fault』のカップリング曲「半信半疑」と「Buddies」にて、オリジナルポジションとして自身初のセンターを務める。
2021年4月14日発売の櫻坂46の2ndシングル『BAN』にて、カップリング曲「それが愛なのね」と「思ったよりも寂しくない」のセンターを務める。同年4月25日、YouTubeライブイベント『ViVi Fes LIVE 2021春』にて、ファッション誌『ViVi』（講談社）の専属モデルに就任したことを発表。同年7月20日発売の『ViVi 2021年9月号』より専属モデルとして登場。同年5月14日発行の『読売中高生新聞 2021年5月14日号』より、『読売中高生新聞』（読売新聞東京本社）の連載コラム「Yroom」第2週目を担当。同年7月9日、富士急ハイランド コニファーフォレストで開催された『W-KEYAKI FES. 2021』にて、櫻坂46のファンを「Buddies」と命名。同年8月15日放送のテレビドラマ「ショートショート劇場『こころのフフフ』」（WOWOWプライム）に、鳥居あすか役としてドラマ初出演。同年11月22日発売の『ViVi 2022年1月号』より、自身初の『ViVi』ソロ連載「新天地」が連載開始。
2022年3月11日発行の『読売中高生新聞 2022年3月11日号』をもって、『読売中高生新聞』の連載コラム「Yroom」第2週目担当を終える。同年4月4日、L'ORÉAL PARIS『エクストラオーディナリー オイル エアリー シルク』のジャパンブランドアンバサダーに就任。同年4月6日発売の櫻坂46の4thシングル『五月雨よ』にて、自身初の表題曲センターを務める。同シングルのカップリング曲「恋が絶滅する日」のセンターを務める。同年7月23日発売の『ViVi 2022年9月号』にて、自身初の『ViVi』ソロ表紙を務める。同年8月3日発売の櫻坂46の1stアルバム『As you know?』にて、リード曲「摩擦係数」のセンターを務める。同アルバム収録の「条件反射で泣けて来る」のセンターを務める。同年9月12日より、GUのモデルを務める。同年9月22日公開のマカロニえんぴつのショートムービー『あこがれ』に、ヒロイン役として出演。
2023年1月26日より放映のユニバーサル・スタジオ・ジャパンのCMに、主人公・ハルカ役として出演。同年3月16日公開の相鉄グループ「相鉄・東急直通線開業記念ムービー『父と娘の風景』」に、主演・娘役として出演。同年4月18日公開のサントリー『サントリー天然水 ファイバー8000』のCMに出演。同年9月2日より放映の東京ガスネットワークのCMに出演。同年10月23日発売の『ViVi 2023年12月号』より、ソロ連載「テンコア」が連載開始。同年10月18日発売の櫻坂46の7thシングル『承認欲求』にて、カップリング曲「僕たちの La vie en rose」のセンターを務める。
2024年1月10日公開の『THE FIRST TAKE』に初出演し、センターを務める楽曲「五月雨よ」をソロ歌唱。同年2月5日公開のキリン『午後の紅茶』とimaseによるコラボレーションソング「恋衣」のミュージックビデオに出演。同年2月21日発売の櫻坂46の8thシングル『何歳の頃に戻りたいのか?』にて、表題曲のセンターを務める。同シングルのカップリング曲「泣かせて　Hold me tight!」のセンターを務める。同年2月22日、『スニーカーベストドレッサー賞 2024』を受賞。同年4月3日より、WIND AND SEAとNBAによるコラボレーションコレクションのモデルを務める。同年8月11日より、CLOTとadidas Originalsによるコラボレーションコレクションのモデルを務める。同年9月11日、Instagramアカウントを開設。同年10月3日より放映のアリナミン製薬『ベンザブロックプレミアム』のCMに出演。
2025年4月16日より、Zoffのモデルを務める。同年4月30日発売の櫻坂46の2ndアルバム『Addiction』にて、表題曲のセンターを務める。同年5月28日発表の短編映画『ソニックビート』（東宝）に、アキ役として出演。同年6月18日より、adidas Originalsのモデルを務める。

## 人物
「山﨑（やまさき）」の「さき」は、「﨑（たつさき）」である。
「天（てん）」という名前の由来は、いろいろあるが、「どんなことでもいいから何かひとつの頂点を目指してほしい」という思いと、英語の “ten” にかけて外国人にも覚えてもらいやすいから。
酉年の天秤座。3姉妹の長女であり、2歳下と9歳下の妹がいる。
サインは名前の「てん」と方位記号をデザインしたもの。サインのほかに、カメのオリジナルイラストを描く。

### 嗜好
好きな動物は、ヘビやカメなどの爬虫類。苦手な動物は、ネズミやハムスターなどの動きが速い小動物、犬。好きな食べ物は、梅、梅干し、梅味のお菓子、柚子、酢イカ、ゆでたまご、たまごボーロ、明太子、ポン酢、オムライス、唐揚げ、トマト、スイカ、アイスクリーム、寿司、サンマ、納豆、めかぶ。苦手な食べ物は、あんこ、おはぎ、赤飯、おしるこなどのあずきに関連する食べ物。甘い食べ物より辛い食べ物が好き。スイーツよりフルーツが好き。好きな飲み物は、シャンメリー、ジャスミンティー、白湯。好きな色は、白、黒、ワインレッド、青、ピンクだが、時期によって変わる。好きな季節は、秋と冬。寒いのが好きで、暑いのが苦手。好きな天気は、全部。好きな花は、スモークツリー、ポピー。好きな科目は、図工、音楽、体育。好きなスポーツは、卓球。好きな数字は、「10」。好きな絵文字は、「ロボット」、「逆さまの顔」、「カメ」、「溶けている顔」。好きなじゃんけんの手は、グー。好きなおにぎりの具は、明太子。着ぐるみが苦手。
好きな映画は、『千と千尋の神隠し』、『ハイスクール・ミュージカル』、『プラダを着た悪魔』。好きなテレビ番組は、お笑い番組、バラエティ、コント番組。好きなドラマは、『マザー・ゲーム〜彼女たちの階級〜』、『コウノドリ 命についてのすべてのこと』。好きなアニメは、『クレヨンしんちゃん』。子どものころに好きだったアニメは、『Yes!プリキュア5GoGo!』、『フレッシュプリキュア!』。好きな本は、『しろくまちゃんのほっとけーき』。好きな曲は、子どものころに『おかあさんといっしょ』で聴いた「魔法のピンク」。カラオケでよく歌う曲は、aikoの「ストロー」。好きなアーティストは、藤井風。好きな俳優は、木村文乃、満島ひかり、吉田羊。好きなハリウッドスターは、アン・ハサウェイ。好きなイラストレーター・絵本作家は、ヨシタケシンスケ。好きなキャラクターは、スパイダーマン、『クレヨンしんちゃん』のしんこちゃん、『千と千尋の神隠し』のハク、『ハイスクール・ミュージカル』のシャーペイ・エヴァンス、バービー。
休日は自宅で映画を観たり、テレビを観たり、ドラマを観たり、本を読んだり、音楽を聴いたり、古着屋に行ったりする。毎日欠かさず、お風呂に浸かる。温泉、銭湯、サウナが好き。

### ファッション
普段のファッションは、Tシャツ、パンツスタイル、スニーカー、リングなどのアクセサリーが多い。好きなファッションアイテムは、派手な色のアイテム、古着、Nikeのスニーカー、デニムパンツ、メンズのアイテム。好きなファッションスタイルは、秋冬のファッション、デニムコーデ。デニムパンツは、ゆるめのストレートのものやカラーデニムが多い。ニットはゆるめのシルエットのものやカラフルなものが多い。靴はフラットなものが多い。ギャルが好き。ファッションアイテムとして祖父母からプレゼントしてもらったメガネなどを愛用する。古着屋では主にアウターを購入し、パンツはアパレルブランドで購入することが多い。曽祖母のおさがりを着用することがある。
ヘアスタイルは、楽曲、ダンス、衣装、場所、コンセプトなどによって毎回変える。髪を染めたことはなく、黒髪ロングがチャームポイントの一つ。活動初期のころは、音楽番組の視聴者などが覚えやすいようにポニーテールを続けていたため、「代名詞」や「トレードマーク」などと称された。ヘアケアで心がけていることは、風呂上がりに髪を軽くタオルドライしたあとドライヤーですぐに乾かすこと、温風を当てたあと冷風で整えること、仕事が休みの日はアイロンやコテを使用せずに髪を休ませること。
ダンスレッスンでは、Tシャツ、ゆるめのパンツ、スニーカーを着用し、スニーカーはコーデに合わせて毎日変える。プライベートでは、ユニークな形の帽子を着用するなど、派手なコーデをすることもある。テーマやキャラクター、世界観を決めてコーデを組む。就寝時には、Tシャツとスウェットパンツ、もしくはショートパンツを着用する。
撮影時のポージングや表情は、普段からカメラで写真を撮ったりダンスレッスンなどで鏡を見たりする機会が多いことを生かし、カメラの角度や光の向きなどを考慮したうえで、自身の見え方を客観視して選択する。筋トレとダンスで鍛えた体幹を生かしたポージングをする。面白いポージングが好き。モデルとして活動する前は、黒や白のモノトーンコーデが中心のシンプルな服装が多く、スカートを着用することはなかったが、モデルとして活動を始めてからは、カラフルなコーデや新しいヘアスタイル・メイクをするようになり、スカートもときどき着用するようになった。睡眠、食事、入浴を重視している。

### 趣味
趣味は、カメラ、写真を撮ること、音楽を聴くこと、絵を描くこと、料理をつくること、泳ぐこと、ねんどで遊ぶこと、歩くこと、スポーツ観戦。目の絵や現実に存在しないものを描くことが好き。
2歳から6歳まで、英会話教室に通っていた。小学生のころ、風景画の習い事に通い、クラブ活動は卓球クラブに所属していた。中学生のころ、女子ソフトボール部に所属し、ピッチャーを目指していた。自身が撮影した写真を「てんカメ」と名付け、公式ブログや雑誌に掲載している。

### 特技・その他
特技は、けん玉、首のアイソレーション、大声を出すこと、英語の発音、人を褒めること、動物の鳴き真似、金魚すくい、赤ちゃんのお世話、宝物探し、かくれんぼ。視力が良い。体幹が強い。得意料理は、だし巻きたまご、ナポリタン、豚汁、シチュー、おでん、辛麺、きんぴらごぼう。得意な教科は、理科。苦手な教科は、数学。
自身の好きなところは、なんでも楽しめるところ。性格は、元気と気遣い。座右の銘は、「ものはいいよう」。チャームポイントは、ポニーテール、黒髪ロング、先がとがった耳、額の産毛。口癖は、「う〜ん」、「たしかに」、「なんだろう」、「はい」、「そうですね」、「かもしれません」。自他ともに認める、「晴れ女」。自身を動物に例えると、ヘビ。言われると嬉しい言葉は、「面白い」、「かわいい」、「天ちゃんがいると元気が出る」、「天ちゃんといると楽しい」。人を笑わせることが好き。

### 櫻坂46（欅坂46）
櫻坂46（欅坂46）の二期生。欅坂46の歴代最年少メンバーであり、加入当時の坂道シリーズ歴代最年少メンバーである。ペンライトカラーは、ホワイト×グリーン。
櫻坂46におけるセンター楽曲数は、歴代最多。「櫻坂46のエース」、「櫻坂46の絶対的なセンター」、「櫻坂46の象徴」などと称される。圧倒的な存在感のあるパフォーマンスでライブを牽引するほか、櫻坂46の冠番組『そこ曲がったら、櫻坂?』（テレビ東京）をはじめとしたバラエティでも中心的な役割を担うなどしており、スタッフやメンバーから度々「天ちゃんの存在が大きい」と語られるなど、グループ全体を左右する存在である。
好きな櫻坂46（欅坂46）のライブは、全部。仲が良いメンバーは、全員。憧れのメンバーは、メンバー全員にそれぞれ憧れる部分があるため、選べない。楽屋やリハーサルなどでは、ソロで歌を熱唱したりダンスを踊ったりしてグループを盛り上げる。大声を出すことや英語の発音が得意であり、ライブやバラエティ番組、仕事現場などでは、グループを代表して叫んだりスピーチをしたりする。櫻坂46の後輩メンバーの投票による「話しかけやすい先輩ランキング」、「オシャレな先輩ランキング」、「あの顔になりたい先輩ランキング」、「1日なってみたい先輩ランキング」、「かっこいい先輩ランキング」では、いずれも1位を記録。櫻坂46のメンバーなどから、「天様」と呼ばれている。
小学生のころ、友達が見せてくれた「サイレントマジョリティー」のミュージックビデオによって、欅坂46を初めて知る。最初はアイドルらしくない映像で怖いと思ったが、「風に吹かれても」で魅力を感じるようになった。再び曲を聴いてみると印象が変わり、小学6年生のころ、『不協和音』をきっかけに夢中になっていった。自分なりに歌詞の意味を理解して聴くことができるようになったこともあり、魅力がわかるようになってから、欅坂46を好きになる。初めて買ったCDは、『風に吹かれても』。小学校の卒業式は、「風に吹かれても」の衣装をイメージし、黒のパンツスーツで出席した。
中学1年生の夏、スマートフォンを見ていたら流れてきたCMをきっかけに、『坂道合同新規メンバー募集オーディション』の存在を知る。人から注目を浴びることが苦手だったが、自分自身があまり好きではなく、変わりたかった。小学校の卒業式で決意表明をするとき、中学生の間に将来の夢を決めて、その夢に向かって一生懸命頑張ると宣言したこともあり、期待されて、その期待以上のものを出せるような人になりたいとの思いから、『坂道合同新規メンバー募集オーディション』に自分から応募した。エントリーナンバーは、71番。オーディションでは、「世界には愛しかない」を歌唱した。2018年12月10日、日本武道館で開催された『欅坂46二期生/けやき坂46三期生「お見立て会」』にて、「山﨑天の“てん”は、頂点の“てん”！ 欅坂46をアイドル界の頂点に導きます！」と宣言した。
欅坂46から櫻坂46への改名については、「誰よりも前向きだった自信がある」、「こういう形になってよかった」、「すごくうれしかった」、「すごい楽しみだった」、「ワクワク感のほうが大きかった」、「ひたすらワクワク感でいっぱいだった」と語るなど、所属メンバーで唯一、一貫して賛成の立場をとる。櫻坂46の円陣の掛け声「咲け！ 咲け！ 櫻！ 満開！」は、自身の案をもとに決定した。センターを務める楽曲「Buddies」の間奏部分では、観客やスタッフ、メンバーに向けてメッセージを伝えることが恒例となっており、間奏の尺に合わせて毎公演、異なる言葉で語りかける。センターを務める楽曲「思ったよりも寂しくない」のミュージックビデオの一部には、自身が8mmビデオカメラで実際に撮影した映像が使われており、撮影者としても制作に携わった。センターを務める楽曲「何歳の頃に戻りたいのか？」のソロダンスパートは、毎回異なるダンスを自身が考案して披露する。
2021年7月9日、富士急ハイランド コニファーフォレストで開催された『W-KEYAKI FES. 2021』にて、櫻坂46のファンを「Buddies」と命名した。以降、「Buddies」は櫻坂46のファンネームとして公式に使用されている。

## 出演

### テレビドラマ
- こころのフフフ（2021年8月15日、WOWOWプライム） - 鳥居あすか 役[27][285][注 4]。

### 短編映画
- あこがれ（2022年9月22日、マカロニえんぴつ） - ヒロイン 役[40][注 6]。
- ソニックビート（東宝） - アキ 役[79][3]。

### 配信番組
- 最強の時間割 ～若者に本気で伝えたい授業～（2022年12月9日 - 、TVer）[286]
- シークレットNGハウス（2025年3月27日 - 、Amazon Prime Video）[287]

### ラジオ番組
- ARTIST FC（2024年2月22日、文化放送） - スペシャルパーソナリティ[288][289]。
- SCHOOL OF LOCK! サクラ咲け！ 冬を乗り越えるモチベーションアップ！ 教室!! supported by Red Bull Study Club（2024年12月19日、TOKYO FM） - 特別講師[290][291]。

### ミュージックビデオ
- THE FIRST TAKE 第395回（2024年1月10日、YouTube）[57][58][注 16]
- imase「恋衣」（2024年2月5日、YouTube）[59][60][注 17]

### CM
- 櫻坂46
  - 櫻坂46 forTUNE meetsオンラインミート＆グリート（個別トーク会）CM（2021年1月11日 - ）
  - 櫻坂46メッセージ CM（2021年8月30日 - ）[293][294]
  - 櫻坂46 新メンバーオーディションCM（2022年6月6日 - ） - ナレーション[295][296]。
  - 櫻坂46 新メンバーオーディションCM 山﨑天編（2022年6月13日 - ）[297][296][298]
  - 櫻坂46 2022年末CM（2022年12月26日）- ナレーション。
  - 櫻坂46 8thシングル『何歳の頃に戻りたいのか?』ティザーCM（2024年1月22日 - ） - ナレーション[299]。
  - 【君ガ咲ク。】櫻坂46 新メンバーオーディションCM（2024年8月5日 - ） - ナレーション[300][301][302]。
- サマナーズウォー
  - サマナーズウォー Special Web Movie～山﨑天 篇～（2021年2月25日 - 、Com2uS） - 公式アンバサダー[303][304]。
  - 【サマナーズウォー × 櫻坂46】コラボTVCM（2021年4月16日 - 、Com2uS） - 公式アンバサダー・ナレーション[305][306][304]。
- ローソン
  - 【ローソン】櫻坂46・日向坂46キャンペーン（櫻坂46ver）（2021年8月18日 - ） - ナレーション[307]。
  - 【ローソン】櫻坂46 CM　アプリでたまるよスタンプ（2024年10月22日 - ）[308]
- ユニ春 2023 忘れられない春が要る。（2023年1月26日 - 、ユニバーサル・スタジオ・ジャパン） - ハルカ 役[42][309][44]。
- 相鉄・東急直通線開業記念ムービー『父と娘の風景』（2023年3月16日 - 2023年9月15日、相鉄グループ） - 主演・娘 役[45][46][47][49][注 7]。
- サントリー天然水 ファイバー8000「怪獣バイアフー襲来」篇（2023年4月18日 - 、サントリー） - 矢崎天馬 役[310][311][50]。
- 東京ガスネットワーク「お仕事は？」篇（2023年9月1日 - 、東京ガス）[52][53]
- キリン 午後の紅茶 × imase 「恋衣」 30秒（2024年2月5日 - 、キリンビバレッジ）[312][313]
- ベンザブロックIPプレミアム（2024年9月1日 - 、アリナミン製薬）[314]
  - 「あなたのかぜに青」篇（2024年10月3日 - ）[72][74]
  - 「瞬速で登場 熱かぜ」篇（2024年10月3日 - ）[73][74]
  - 「あなたのかぜに選べる」篇（2024年10月3日 - ）[315][74]
- Xperia 1 VI「100％ Memories of Light」（2024年11月21日 - 、ソニー） - 主演・ナレーション[316][317][318]。

### モデル
- ロレアル パリ エクストラオーディナリー オイル エアリー シルク（2022年4月4日 - 、L'ORÉAL PARIS） - ジャパンブランドアンバサダー[31][32]。
- GU（2022年9月12日 - ）[38][39]
- ViVi
  - ViVi 40th Anniversary with LUMINE EST SHINJUKU（2023年9月1日 - 2023年9月30日、ルミネエスト新宿） - 専属モデル[319][320]。
  - ViVi 2024年7月号 スペシャルムービー（2024年5月22日 - 2024年5月29日、SHIBUYA CENTER SQUARE VISION） - 専属モデル[321][322]。
  - ViVi × HEP FIVE SPECIAL CAMPAIGN（2025年2月28日 - 2025年3月31日、HEP FIVE） - 専属モデル[323][324]。
- NBA × WIND AND SEA COLLABORATION “2000s NBA CULTURE” COLLECTION（2024年4月3日 - 、WIND AND SEA・NBA） - キービジュアルモデル[64][65][66]。
- adidas Originals × CLOT August Collection（2024年8月11日 - 、CLOT・adidas Originals）[67][68][69]
- MY STYLE with KANEBO ROUGE STAR BREATHE（2025年2月14日 - 、KANEBO・ViVi）[325][326][327]
- TEN YAMASAKI meets HYSTERIC GLAMOUR（2025年3月22日 - 、HYSTERIC GLAMOUR・ViVi）[328][329]
- RMK インフィニシェイド シングル アイシャドウ（2025年4月2日 - 、RMK）[330][331]
- Eye Performance Inspiration from sunglasses（2025年4月16日 - 、Zoff）[75][76][77]
- adidas Originals「TAEKWONDO」「GAZELLE LOPRO」（2025年6月18日 - 、アディダス ジャパン） - キャンペーンビジュアル[81][82]。
- adidas Originals「TOKYO」ABCマート限定モデル（2025年6月18日 - 、ABCマート・アディダス ジャパン） - キャンペーンビジュアル[332][83]。
- Dior バックステージ（2025年7月17日 - 、Dior）[333][334]
- Positive make-up with KANEBO（2025年7月31日 - 、KANEBO・ViVi）[335][336][337]

### 広告・企画
- ユニ春 2023 忘れられない春が要る。 阪急電鉄神戸線・宝塚線・京都線トレインジャック広告（2023年2月1日 - 2023年2月15日、ユニバーサル・スタジオ・ジャパン）[44]
- 相鉄・東急直通線開業「SOTETSU → TOKYU」（2023年3月18日 - 2023年9月15日、相鉄グループ）[338][339][47][49]
- きょうばしみみぴく（2024年3月1日 - 2024年5月6日、NTT西日本・ソニー） - 音声ガイド[340][341]。
- ひらパーみみぴく（2024年3月1日 - 2024年5月6日、ひらかたパーク・京阪電車・NTT西日本・ソニー） - 音声ガイド[340][341]。
- 現メンバー15周年プレイリスト企画「三十九、四十」（2024年4月5日 - 、クリープハイプ）[342][343]

### 店内放送
- HMV
  - 櫻坂46 1stシングル『Nobody's fault』（2020年12月1日 - 2020年12月14日）[344]
  - 櫻坂46 1stアルバム『As you know?』（2022年7月27日 - 2022年8月8日）[345]
  - 櫻坂46 8thシングル『何歳の頃に戻りたいのか？』（2024年2月12日 - 2024年2月26日）[346]
  - 櫻坂46 10thシングル『I want tomorrow to come』（2024年10月8日 - 2024年10月28日）[347]
  - 櫻坂46 12thシングル『Make or Break』（2025年6月20日 - 2025年6月30日）[348]
- ローソン
  - 限定コメントが聞ける店内放送（2021年12月19日 - 2022年1月1日）[349]
  - 櫻坂46『五月雨よ』@Loppi・HMV限定特典付CD 予約告知（山﨑天さん）（2022年3月15日 - 2022年3月21日）[350]
  - 櫻坂46『何歳の頃に戻りたいのか？』@Loppi・HMV限定特典付CD 予約告知（山﨑天さん）（2024年2月6日 - 2024年2月12日）[351]
  - ＜櫻坂＞櫻坂46日向坂46キャンペーン（山﨑天さん）（2024年10月16日 - 2024年11月11日）[352][353][354][355]

### イベント

#### ファッションイベント
- 東京ガールズコレクション
  - 第30回 マイナビ 東京ガールズコレクション 2020 SPRING/SUMMER（2020年2月29日、国立代々木競技場第一体育館） - R4G[356][14]。
  - 第32回 マイナビ 東京ガールズコレクション 2021 SPRING/SUMMER（2021年2月28日、国立代々木競技場第一体育館） - REDYAZEL[357][358]。
  - 第33回 マイナビ 東京ガールズコレクション 2021 AUTUMN/WINTER（2021年9月4日、さいたまスーパーアリーナ） - TGC COLLECTION[359][360]、TGC SPECIAL COLLECTION 2[361][362]。
  - 第34回 マイナビ 東京ガールズコレクション 2022 SPRING/SUMMER（2022年3月21日、国立代々木競技場第一体育館） - LAGUA GEM（トリ）[363][364]。
  - 第35回 マイナビ 東京ガールズコレクション 2022 AUTUMN/WINTER（2022年9月3日、さいたまスーパーアリーナ） - TGC SPECIAL COLLECTION 2[365][366]。
  - TGC KITAKYUSHU 2022 by TOKYO GIRLS COLLECTION（2022年11月19日、西日本総合展示場新館） - X-girl（トリ）[367][368]。
  - SDGs推進 TGC しずおか 2023 by TOKYO GIRLS COLLECTION（2023年1月14日、ツインメッセ静岡北館） - TGC SHIZUOKA SPECIAL COLLECTION（トリ）[369][370]。
  - oomiya presents TGC WAKAYAMA 2023 by TOKYO GIRLS COLLECTION（2023年2月11日、和歌山ビッグホエール） - AZUL BY MOUSSY（トップバッター）[371][372]。
  - 第36回 マイナビ 東京ガールズコレクション 2023 SPRING/SUMMER（2023年3月4日、国立代々木競技場第一体育館） - TGC SPECIAL COLLECTION 2（トリ）[373][374]。
  - 第37回 マイナビ 東京ガールズコレクション 2023 AUTUMN/WINTER（2023年9月2日、さいたまスーパーアリーナ） - LAGUA GEM（トリ）[375][376]、TGC SPECIAL COLLECTION 2（トップバッター）[377][378]、TENDER PERSON[379][380]。
  - 第39回 マイナビ 東京ガールズコレクション 2024 AUTUMN/WINTER（2024年9月7日、さいたまスーパーアリーナ） - WEGO（トップバッター）[381][382]、PAMEO POSE[383][384]。
  - 第40回 マイナビ 東京ガールズコレクション 2025 SPRING/SUMMER（2025年3月1日、国立代々木競技場第一体育館） - NAOKI TAKIZAWA（トップバッター）[385][386]、TGC “TOKYO DECO” COLLECTION[387][388]、WEGO（トップバッター）[389][390]。
- ViVi
  - ViVi Fes LIVE 2021春（2021年4月25日、YouTube）[19][5][注 18]
  - ViVi Night 2023（2023年10月5日、東急歌舞伎町タワー Zepp Shinjuku）[391][392]
  - ViVi 超ポジティブ EXPO 2025 SPRING（2025年3月22日、WITH HARAJUKU HALL）[393][394][注 19]
- GirlsAward
  - Rakuten GirlsAward 2022 SPRING/SUMMER（2022年5月14日、幕張メッセ） - ANNA SUI[396]。
  - Rakuten GirlsAward 2022 AUTUMN/WINTER（2022年10月8日、幕張メッセ） - Top of the Hill（トップバッター）[397]、REDYAZEL（トリ）[398][399]。
  - Rakuten GirlsAward 2023 SPRING/SUMMER（2023年5月4日、国立代々木競技場第一体育館） - ANNA SUI[400]。
  - Rakuten GirlsAward 2023 AUTUMN/WINTER（2023年9月30日、幕張メッセ） - ANNA SUI[401]、SLY（トリ）[402]。
  - Rakuten GirlsAward 2024 AUTUMN/WINTER（2024年10月19日、幕張メッセ） - ANNA SUI[403][404]、SLY（トップバッター）[405][404]。
- 「UGG TOKYO FLAGSHIP STORE」オープン記念イベント（2023年6月27日、原宿ZERO GATE）[406][407]
- atmos presents SNEAKER BEST DRESSER AWARD 2024 授賞式・記者発表会（2024年2月22日、AOYAMA GRAND HALL）[63][注 20]
- RMK INFINISHADES SINGLE EYESHADOW LAUNCH EVENT（2025年4月2日）[330]
- Dior BACKSTAGE LAUNCH EVENT（2025年7月17日）[333][334]

#### 映画祭
- Short Shorts Film Festival & ASIA (SSFF & ASIA) 2025 レッドカーペットセレモニー・オープニングセレモニー（2025年5月28日、TAKANAWA GATEWAY CITY）[408][79][80][注 21]

#### スポーツイベント
- 日本プロ野球 パシフィック・リーグ 2025年シーズン『千葉ロッテマリーンズ 対 埼玉西武ライオンズ 第11回戦』始球式（2025年7月11日、ZOZOマリンスタジアム） - 『BLACK SUMMER WEEK 2025 supported by クーリッシュ』スペシャルゲスト[409][410][411]。

#### 報道向けイベント
- 「サマナーズウォー×櫻坂46」7周年記念 公式アンバサダー任命式（2021年2月25日）[304]
- 櫻坂46展「新せ界」プレス内覧会（2023年7月27日、六本木ミュージアム）[412][注 22]
- サウンドARと多言語でボーダーを超える・次世代音声テクノロジー・イノベーターセッション（2024年4月11日、NTT西日本 本社 QUINTBRIDGE）[414]

## 作品

### シングル

#### 欅坂46
- 誰がその鐘を鳴らすのか?（2020年8月21日）[274][415]

#### 櫻坂46
- Nobody's fault（2020年12月9日、SRCL-11620/8） - EAN 4547366481594。
- なぜ 恋をして来なかったんだろう？（2020年12月9日、SRCL-11620/8） - EAN 4547366481594。
- 半信半疑（2020年12月9日、SRCL-11620/1） - EAN 4547366481594。
- Plastic regret（2020年12月9日、SRCL-11622/3） - EAN 4547366481600。
- 最終の地下鉄に乗って（2020年12月9日、SRCL-11624/5） - EAN 4547366481617。
- Buddies（2020年12月9日、SRCL-11626/7） - EAN 4547366481624。
- ブルームーンキス（2020年12月9日、SRCL-11628） - EAN 4547366481631。
- BAN（2021年4月14日、SRCL-11748/56） - EAN 4547366498608。
- 偶然の答え（2021年4月14日、SRCL-11748/56） - EAN 4547366498608。
- それが愛なのね（2021年4月14日、SRCL-11748/9） - EAN 4547366498608。
- 君と僕と洗濯物（2021年4月14日、SRCL-11750/1） - EAN 4547366498615。
- Microscope（2021年4月14日、SRCL-11752/3） - EAN 4547366498622。
- 思ったよりも寂しくない（2021年4月14日、SRCL-11754/5） - EAN 4547366498639。
- 櫻坂の詩（2021年4月14日、SRCL-11756） - EAN 4547366498646。
- 流れ弾（2021年10月13日、SRCL-11920/8） - EAN 4547366524567。
- Dead end（2021年10月13日、SRCL-11920/8） - EAN 4547366524567。
- 無言の宇宙（2021年10月13日、SRCL-11926/7） - EAN 4547366524598。
- 美しきNervous（2021年10月13日、SRCL-11928） - EAN 4547366524604。
- 五月雨よ（2022年4月6日、SRCL-12130/8） - EAN 4547366549829。
- 僕のジレンマ（2022年4月6日、SRCL-12130/8） - EAN 4547366549829。
- 断絶（2022年4月6日、SRCL-12132/3） - EAN 4547366549836。
- 制服の人魚（2022年4月6日、SRCL-12134/5） - EAN 4547366549843。
- 車間距離（2022年4月6日、SRCL-12136/7） - EAN 4547366549850。
- 恋が絶滅する日（2022年4月6日、SRCL-12138） - EAN 4547366549867。
- 桜月（2023年2月15日、SRCL-12420/8） - EAN 4547366599756。
- Cool（2023年2月15日、SRCL-12420/8） - EAN 4547366599756。
- もしかしたら真実（2023年2月15日、SRCL-12422/3） - EAN 4547366599763。
- 魂のLiar（2023年2月15日、SRCL-12424/5） - EAN 4547366599770。
- その日まで（2023年2月15日、SRCL-12428） - EAN 4547366599794。
- Start over!（2023年6月28日、SRCL-12590/8） - EAN 4547366621686。
- コンビナート（2023年6月28日、SRCL-12592/3） - EAN 4547366621693。
- 一瞬の馬（2023年6月28日、SRCL-12596/7） - EAN 4547366621716。
- ドローン旋回中（2023年6月28日、SRCL-12598） - EAN 4547366621723。
- 承認欲求（2023年10月18日、SRCL-12670/8） - EAN 4547366642025。
- 僕たちの La vie en rose（2023年10月18日、SRCL-12672/3） - EAN 4547366642032。
- マンホールの蓋の上（2023年10月18日、SRCL-12676/7） - EAN 4547366642056。
- 隙間風よ（2023年10月18日、SRCL-12678） - EAN 4547366642063。
- 何歳の頃に戻りたいのか?（2024年2月21日、SRCL-12790/8） - EAN 4547366663501。
- 真夏に何か起きるのかしら（2024年2月21日、SRCL-12792/3） - EAN 4547366663518。
- 泣かせて　Hold me tight!（2024年2月21日、SRCL-12798） - EAN 4547366663549。
- 自業自得（2024年6月26日、SRCL-12920/8） - EAN 4547366685695。
- もう一曲　欲しいのかい？（2024年6月26日、SRCL-12928） - EAN 4547366685732。
- I want tomorrow to come（2024年10月23日、SRCL-13030/8） - EAN 4547366708943。
- 嵐の前、世界の終わり（2024年10月23日、SRCL-13034/5） - EAN 4547366708967。
- TOKYO SNOW（2024年10月23日、SRCL-13038） - EAN 4547366708981。
- UDAGAWA GENERATION（2025年2月19日、SRCL-13210/8） - EAN 4547366728231。
- 紋白蝶が確か飛んでた（2025年2月19日、SRCL-13212/3） - EAN 4547366728248。
- やるしかないじゃん（2025年2月19日、SRCL-13218） - EAN 4547366728279。
- Make or Break（2025年6月25日、SRCL-13360/8） - EAN 4547366751291。
- ノンアルコール（2025年6月25日、SRCL-13368） - EAN 4547366751338。

### アルバム

#### 欅坂46
- 永遠より長い一瞬 〜あの頃、確かに存在した私たち〜（2020年10月7日、SRCL-11510/6） - EAN 4547366450224。
  - 砂塵
  - コンセントレーション

#### 櫻坂46
- As you know?（2022年8月3日、SRCL-12174/9） - EAN 4547366567960。
  - 摩擦係数
  - 条件反射で泣けて来る
- Addiction（2025年4月30日、SRCL-13290/5） - EAN 4547366737431。
  - Addiction
  - 承認欲求 -Ninajirachi Remix-
  - 何歳の頃に戻りたいのか？ -Raiden Remix-
  - 自業自得 -devin Remix-
  - I want tomorrow to come -Naeleck Remix-
  - UDAGAWA GENERATION -TSAR Remix-

### 映像作品

#### 山﨑天
- 結成10周年記念ショートムービー「あこがれ」（2023年3月8日） - EAN 4988061897561。
- 相鉄東急直通記念ムービー「父と娘の風景」（2024年3月29日）[416][417][418][419][47]

#### 欅坂46
- 欅坂46 二期生 特典映像「Avenir」（2019年2月27日） - EAN 4547366383348。
- 欅坂46 LIVE at 東京ドーム 〜ARENA TOUR 2019 FINAL〜（2020年1月29日） - EAN 4547366438758。
- 欅共和国2019（2020年8月12日） - EAN 4547366462937。
- 欅坂46 ANNIVERSARY LIVE Director's Cut Collection（2020年10月7日） - EAN 4547366450224。
- 欅坂46 ARENA TOUR Director's Cut Collection（2020年10月7日） - EAN 4547366450231。
- KEYAKIZAKA46 Live Online, but with YOU! 〜前編〜（2020年12月9日） - EAN 4547366481594。
- KEYAKIZAKA46 Live Online, but with YOU! 〜後編〜（2020年12月9日） - EAN 4547366481600。
- 山﨑 天（2020年12月9日） - EAN 4547366481617。
- 僕たちの嘘と真実 Documentary of 欅坂46（2021年2月3日） - EAN 4988104127983。
- THE LAST LIVE（2021年3月24日） - EAN 4547366496833。

#### 櫻坂46
- Nobody's fault -MUSIC VIDEO-（2020年12月9日） - EAN 4547366481594。
- なぜ 恋をして来なかったんだろう？ -MUSIC VIDEO-（2020年12月9日） - EAN 4547366481617。
- Buddies -MUSIC VIDEO-（2020年12月9日） - EAN 4547366481624。
- BAN -MUSIC VIDEO-（2021年4月14日） - EAN 4547366498608。
- デビューカウントダウンライブ!!（2021年4月14日） - EAN 4547366498608。
- Making of デビューカウントダウンライブ!!（2021年4月14日） - EAN 4547366498615。
- 偶然の答え -MUSIC VIDEO-（2021年4月14日） - EAN 4547366498622。
- SAKURA BANASHI 〜いま、話したいこと〜（2021年4月14日） - EAN 4547366498622。
- 思ったよりも寂しくない -MUSIC VIDEO-（2021年4月14日） - EAN 4547366498639。
- 流れ弾 -MUSIC VIDEO-（2021年10月13日） - EAN 4547366524567。
- SAKURA MEGURI（2021年10月13日） - EAN 4547366524574。
- Dead end -MUSIC VIDEO-（2021年10月13日） - EAN 4547366524581。
- 無言の宇宙 -MUSIC VIDEO-（2021年10月13日） - EAN 4547366524598。
- 五月雨よ -MUSIC VIDEO-（2022年4月6日）- EAN 4547366549829。
- Documentary of Risa Watanabe（2022年4月6日）- EAN 4547366549829。
- 僕のジレンマ -MUSIC VIDEO-（2022年4月6日）- EAN 4547366549843。
- 車間距離 -MUSIC VIDEO-（2022年4月6日）- EAN 4547366549850。
- 摩擦係数 -MUSIC VIDEO-（2022年8月3日） - EAN 4547366567960。
- Sakurazaka46 1st TOUR 2021 FINAL at さいたまスーパーアリーナ（2022年8月3日） - EAN 4547366567960。
- W-KEYAKI FES. 2021 -DAY1- at 富士急ハイランド コニファーフォレスト（2022年8月3日） - EAN 4547366567977。
- 1st YEAR ANNIVERSARY LIVE 〜with Graduation Ceremony〜（2022年10月19日） - EAN 4547366575187。
- 櫻坂46 RISA WATANABE GRADUATION CONCERT（2022年12月7日） - EAN 4547366588293。
- W-KEYAKI FES. 2022 Director's Cut Collections <DAY1>（2023年2月15日） - EAN 4547366599756。
- W-KEYAKI FES. 2022 Director's Cut Collections <DAY2>（2023年2月15日） - EAN 4547366599763。
- マネージャーのスマホに眠るメンバーの秘蔵動画集<2021年編>（2023年2月15日） - EAN 4547366599770。
- マネージャーのスマホに眠るメンバーの秘蔵動画集<2022年編>（2023年2月15日） - EAN 4547366599787。
- 2nd YEAR ANNIVERSARY ～Buddies感謝祭～ <前編>（2023年6月28日） - EAN 4547366621686。
- 2nd YEAR ANNIVERSARY ～Buddies感謝祭～ <後編>（2023年6月28日） - EAN 4547366621693。
- 2nd TOUR 2022 “As you know?” TOUR FINAL at 東京ドーム 〜with YUUKA SUGAI Graduation Ceremony〜（2023年8月2日） - EAN 4547366622980。
- Sakurazaka46 3rd TOUR 2023 TOUR FINAL at 大阪城ホール <前編>（2023年10月18日） - EAN 4547366642025。
- Sakurazaka46 3rd TOUR 2023 TOUR FINAL at 大阪城ホール <後編>（2023年10月18日） - EAN 4547366642032。
- そこ曲がったら、櫻坂？　山﨑天編（2024年1月24日） - EAN 4547366659047。
- そこ曲がったら、櫻坂？　田村保乃編（2024年1月24日） - EAN 4547366659078。
- そこ曲がったら、櫻坂？　藤吉夏鈴編（2024年1月24日） - EAN 4547366659085。
- そこ曲がったら、櫻坂？　森田ひかる編（2024年1月24日） - EAN 4547366659054。
- そこ曲がったら、櫻坂？　卒業生編（2024年1月24日） - EAN 4547366659061。
- 海外ライブのついでにゆる～く撮ってきちゃいました！～パリ編～（2024年2月21日） - EAN 4547366663501。
- 海外ライブのついでにゆる～く撮ってきちゃいました！～マレーシア&フィリピン編～（2024年2月21日） - EAN 4547366663518。
- 3rd YEAR ANNIVERSARY LIVE at ZOZO MARINE STADIUM（2024年5月15日） - EAN 4547366675429。
- Behind the scenes of Sakurazaka46 7th Single BACKS LIVE!!（2024年6月26日） - EAN 4547366685725。
- YUI KOBAYASHI GRADUATION CONCERT（2024年8月28日） - EAN 4547366695380。
- そこ曲がったら、櫻坂？　そこさく頭脳祭り編（2024年12月18日） - EAN 4547366720686。
- そこ曲がったら、櫻坂？　そこさくはじまり物語編（2024年12月18日） - EAN 4547366720655。
- そこ曲がったら、櫻坂？　そこさく二期生無双編（2024年12月18日） - EAN 4547366720693。
- そこ曲がったら、櫻坂？　そこさく三期生スペシャル編（2024年12月18日） - EAN 4547366720662。
- そこ曲がったら、櫻坂？　そこさく体育祭編（2024年12月18日） - EAN 4547366720679。
- Sakurazaka46 4th ARENA TOUR 2024 新・櫻前線 -Go on back?- IN 東京ドーム（2025年4月30日） - EAN 4547366737424。
- The Documentary of TOUR 2024 新・櫻前線 -Go on back?-（2025年4月30日） - EAN 4547366737431。
- Sakurazaka46 Buddies感謝祭 2025 <企画コーナー編>（2025年6月25日） - EAN 4547366751291。
- Sakurazaka46 Buddies感謝祭 2025 小池美波 卒業セレモニー <前編>（2025年6月25日） - EAN 4547366751307。
- Sakurazaka46 Buddies感謝祭 2025 小池美波 卒業セレモニー <後編>（2025年6月25日） - EAN 4547366751314。
- Behind the scenes of Buddies感謝祭 2025（2025年6月25日） - EAN 4547366751321。

## 書籍

### 雑誌連載
- ViVi（2021年7月20日 - 、講談社） - 専属モデル[7]。
  - 新天地（2021年11月22日 - 2023年8月23日） - ソロ連載[28][29][55]。
  - テンコア（2023年10月23日 - ） - ソロ連載[54][注 8]。

### 新聞連載
- 読売中高生新聞（2021年5月14日 - 2022年3月11日、読売新聞東京本社） - 連載コラム「Yroom」第2週目担当[20][21][30]。